# تپه گردرویش ۲
تپه گردرویش ۲ مربوط به سده‌های اولیه دوران‌های تاریخی پس از اسلام است و در شهرستان چرداول، روستای زنجیره سفلی واقع شده و این اثر در تاریخ ۹ اردیبهشت ۱۳۸۲ با شمارهٔ ثبت ۸۴۸۰ به‌عنوان یکی از آثار ملی ایران به ثبت رسیده است.